# Jules Buckley
Jules Buckley (Aylesbury, 8 januari 1980) is een Britse arrangeur, dirigent en componist. Sinds augustus 2013 is hij chef-dirigent van het Nederlandse Metropole Orkest.

## Biografie
Buckley werd in 1980 geboren in Londen. In eerste instantie studeerde hij jazztrompet, maar later switchte hij naar een studie compositie aan de Guildhall School of Music in Londen. Zijn docent aan deze school was Julian Philips. In 2004 rondde Buckley zijn studie af en ontving hij de Chairman's Prize for Outstanding Musicianship. Hij vervolgde zijn studie in Los Angeles aan het in 2006 opgeheven Henri Mancini Institute. In datzelfde jaar bood de Guildhall School hem echter een beurs aan die hem in staat stelde zich verder te verdiepen in zijn studie compositie.  
Hij is de oprichter van The Heritage Orchestra. Buckley werkte samen met Laura Mvula, Emili Sandé, José James, Arctic Monkeys, Massive Attack, Pete Tong, Caro Emerald en Dizzee Rascal. Hij leidde orkesten als de WDR Big Band en Rundfunk Orchester, BBC Symphony Orchestra en het Koninklijk Concertgebouworkest. Ook schrijft hij voor de meest uiteenlopende bezettingen.
In het seizoen 2008-2009 werd Buckley gast-dirigent van het Metropole Orkest. Dit stelde hem in staat om uiteenlopende projecten te organiseren, waaronder samenwerkingen met Gregory Porter, Tori Amos, Michael Kiwanuka en Basement Jaxx. 
In 2013 trok Vince Mendoza zich om persoonlijke redenen terug als chef-dirigent van het Metropole Orkest. Vanaf dit moment nam Buckley definitief zijn plaats over. Buckey stopte in juli 2020 als chef-dirigent. In de periode daarna had het orkest geen vaste chef-dirigent. Buckley deelde als honorair dirigent de leiding met Mendoza (eveneens honorair dirigent) en vaste gastdirigent Miho Hazama. Op 19 december 2023 werd bekend dat Buckey terugkeerde als chef-dirigent.

## Discografie
| Jaar | Productie                                                                    | Samenwerking                                  | Label                 |
| ---- | ---------------------------------------------------------------------------- | --------------------------------------------- | --------------------- |
| 2006 | The Heritage Orchestra (cd)                                                  | The Heritage Orchestra                        | Brownswood Recordings |
| 2006 | Baby, I'm Yours (single)                                                     | Arctic Monkeys                                | Domino Recording Co   |
| 2008 | Black Symphony (cd)                                                          | Within Temptation & Metropole Orkest          | Roadrunner Records    |
| 2009 | In een ander licht (cd)                                                      | Stef Bos & Metropole Orkest                   | Coast to Coast        |
| 2010 | Moke & Metropole Orkest (cd)                                                 | Moke & Metropole Orkest                       | Pias                  |
| 2010 | Alive 'till I'm Dead (cd)                                                    | Professor Green                               | Virgin Records        |
| 2010 | El Encuentro (cd)                                                            | Dino Saluzzi, Anja Lechner & Metropole Orkest | ECM                   |
| 2011 | At Your Inconvenience (cd)                                                   | Professor Green                               | Virgin                |
| 2011 | Basement Jaxx vs. Metropole Orkest (cd)                                      | Basement Jaxx & Metropole Orkest              | XL Recordings         |
| 2011 | Tim Minchin and the Heritage Orchestra - Live at The Royal Albert Hall (dvd) | Tim Minchin & The Heritage Orchestra          | Universal Pictures UK |
| 2012 | No Beginning No End (cd)                                                     | Jose James                                    | Blue Note             |
| 2012 | In Motion No.1 (cd)                                                          | The Cinematic Orchestra                       | Piccadilly Records    |
| 2012 | Adventures In Your Own Backyard (cd)                                         | Patrick Watson                                | Secret City Records   |
| 2012 | Our Version of Events (cd)                                                   | Emeli Sandé                                   | Virgin                |
| 2012 | Gold Dust (cd)                                                               | Jonathan Jeremiah                             | Universal             |
| 2012 | Home Again (cd)                                                              | Michael Kiwanuka & Metropole Orkest           | Polydor               |
| 2012 | Flavor (cd)                                                                  | Tori Amos                                     | Deutsche Grammophon   |
| 2013 | The Shocking Miss Emerald (cd)                                               | Caro Emerald                                  | Grand Mono            |
| 2014 | The Common Linnets (cd)                                                      | The Common Linnets                            |                       |